# Louis Caesteker
Louis Caesteker, ook genoemd de Caesteker ('s-Hertogenbosch ?, 1649 - Deurne, 1710) was een Nederlandse schout.

## Bestuurlijke carrière
Louis de Caesteker was een militair, en in die hoedanigheid luitenant van een regiment Walen. In 1682 werd hij als opvolger van Hendrick van Wintelroy aangesteld als schout te Deurne, een functie die hij bekleedde tot zijn dood in 1710. Hij combineerde deze functie met het secretarisambt. Louis woonde in het huis waar enkele decennia later Jan Floris Martinet geboren werd.
De Caesteker huwde achtereenvolgens met Eva van Dalem en Margaretha Broeckhuijsen. Hij verwekte in totaal drie kinderen. Zijn oudste dochter Francose was gehuwd met de Deurnese predikant Johannes Rauwers, terwijl zijn enige zoon Joannes Franciscus het ambt van president-schepen te Deurne bekleedde tussen 1713 en diens voortijdige dood in 1715.